# SYSLINUX
SYSLINUX is een verzameling bootloaders voor Linux, ontwikkeld door Peter Anvin. SYSLINUX en ISOLINUX maken vaak deel uit van een Linuxdistributie, waar het zijn toepassing kent in live-cd's en live-USB's.

## Onderdelen
- SYSLINUX: wordt gebruikt om Linux te laden vanaf een FAT-bestandssysteem (waaronder diskettes en USB-sticks).
- ISOLINUX: wordt gebruikt om Linux te laden vanaf een ISO 9660-bestandssysteem (cd-rom).
- PXELINUX: software gebruikt bij het opstarten vanaf een netwerkserver door middel van een Preboot Execution Environment (PXE).
- EXTLINUX: een bootloader om Linux te starten vanaf de bestandssystemen ext2, ext3, ext4 en btrfs.
- MEMDISK: wordt gebruikt om oudere systemen zoals MS-DOS op te starten van een opslagmedium.